# أحمد عبد العزيز مودي
أحمد محمد عبد العزيز ويعرف أيضًا بـأحمد عبد العزيز مودي لاعب كرة قدم مصري، يلعب حاليًا لنادي مصر للمقاصة في مركز الظهير الأيسر.

## وصلات خارجية
- أحمد عبد العزيز